# Jednotný evropský akt
Jednotný evropský akt (JEA, též Akt o jednotné Evropě, Single European Act) byl první významnou revizí Římských smluv. Byl podepsán 17. února 1986 v Lucemburku a 28. února 1986 v Haagu, vstoupil v platnost 1. července 1987. Cílem Jednotného evropského aktu bylo:
- odstranění zbývajících překážek obchodu tak, aby do konce roku 1992 mohl vzniknout společný trh Evropských společenství (čili volný pohyb zboží, osob, služeb a kapitálu)
- posílení role Evropského parlamentu a principu kvalifikované většiny (Evropská společenství již neměla 6, ale 12 členů, bylo tedy nesnadné nadále přijímat rozhodnutí jednomyslně)
- lepší usnášeníschopnost Rady, což vyžadovalo částečné přerozdělení hlasů
- změna společného celního sazebníku

Jednotný evropský akt také právně ustanovil Evropskou radu.
V následujících oblastech se pro rozhodování začala používat kvalifikovaná většina:
- Měna
- Sociální politika
- Regionální a strukturální politika
- Vědecko-výzkumná politika
- Ekologická politika

Některá konkrétní opatření zavedená Jednotným evropským aktem:
- odstranění kontrol osob a zboží na vnitřních hranicích ES
- vzájemné uznání výrobních norem a standardů
- odstranění „Duty free shopů“
- vzájemná větší otevřenost trhů práce a liberalizace v dalších oblastech (např. pojišťovnictví a doprava)
- odstranění státních monopolů (např. pošta)